# Яковлєв Олександр Іванович (партійний діяч)
Олександр Іванович Яковлєв (1900, село Білошиці Овруцького повіту Волинської губернії, тепер Коростенського району Житомирської області — розстріляний 27 листопада 1937, місто Москва, Російська Федерація) — радянський державний і партійний діяч, голова Закавказької крайової контрольної комісії ВКП(б), народний комісар робітничо-селянської інспекції Закавказької РФСР, 3-й секретар Закавказького крайового комітету ВКП(б), секретар ЦК КСМУ. Член Центральної контрольної комісії ВКП(б) у 1927—1934 роках. Член Комісії партійного контролю при ЦК ВКП(б) у 1934—1937 роках.

## Життєпис
Народився в єврейській родині дрібного торгівця. З травня 1914 по жовтень 1917 року працював репетитором у місті Одесі. У 1917 році закінчив п'ять класів приватної гімназії Раппопорта в Одесі.
Член РСДРП(б) з липня 1917 року.
У січні — березні 1918 року — агітатор загальноміського комітету РКП(б) в місті Одесі. У 1918 році вступив до комсомолу.
У травні — серпні 1918 року — секретар Катеринодарського міського комітету РКП(б).
У серпні 1918 — березні 1919 року — комісар політичного управління групи військ 11-ї армії РСЧА на Північному Кавказі.
У квітні — липні 1919 року — секретар Одеського міського комітету КП(б)У.
У серпні 1919 — лютому 1920 року — комісар штабу 2-ї бригади 58-ї стрілецької дивізії РСЧА в Україні.
У березні — липні 1920 року — секретар ЦК Комуністичної спілки молоді України в місті Харкові.
У серпні 1920 — лютому 1922 року — заступник голови Бакинської міської ради.
У березні — листопаді 1922 року — начальник коміністичного управління тресту «Азнафта» ВРНГ у місті Баку.
У грудні 1922 — березні 1924 року — слухач курсів марксизму в Москві.
У березні 1924 — грудні 1927 року — заступник голови правління Всеросійської спілки сільськогосподарської кооперації із постачання селянських господарств засобами виробництва (Сільськоспілки).
У січні 1928 — березні 1929 року — відповідальний інструктор ЦК ВКП(б).
У квітні 1929 — травні 1930 року — голова Уральської обласної контрольної комісії ВКП(б) — робітничо-селянської інспекції в місті Свердловську.
18 травня — листопад 1930 року — голова Закавказької крайової контрольної комісії ВКП(б). Одночасно, 30 травня — листопад 1930 року — народний комісар робітничо-селянської інспекції Закавказької РФСР.
13 липня 1930 — 4 лютого 1932 року — кандидат у члени Президії Центральної контрольної комісії ВКП(б).
19 листопада 1930 — 9 листопада 1931 року — 3-й секретар Закавказького крайового комітету ВКП(б).
У листопаді 1931 — квітні 1933 року — керуючий об'єднання «Східзолото» в місті Іркутську.
У червні 1933 — березні 1934 року — начальник політичного сектора машинно-тракторних станцій Нижньо-Волзького (Сталінградського) крайового комітету ВКП(б) у місті Сталінграді.
У квітні 1934 — липні 1937 року — уповноважений Комісії партійного контролю при ЦК ВКП(б) по Саратовському краю (області).
20 липня 1937 року заарештований органами НКВС у місті Саратові. Засуджений Воєнною колегією Верховного суду СРСР 27 листопада 1937 року до страти, розстріляний того ж дня на Бутовському полігоні, похований на Донському цвинтарі Москви.
25 квітня 1956 року реабілітований, 30 червня 1956 року посмертно відновлений у партії.